# Essai sur les données immédiates de la conscience
 (mai 2018).
Motif : vaste TI d'environ 15 Ko, très confus, voire inintelligible. Environ 35 Ko déjà retirés! L'article est à (re)faire entièrement, avec des sources secondaires - presque absentes en l'état.
Essai sur les données immédiates de la conscience est un ouvrage du philosophe français Henri Bergson paru en 1889 à Paris chez Félix Alcan. Il s'agit de sa thèse de doctorat en philosophie, soutenue la même année à la Faculté des lettres de Paris.
L'ouvrage est consacré principalement à l'idée de durée, un concept clef de la pensée bergsonienne. La durée échappe à la conscience, qui elle-même passe par une multiplicité d'états.
Le livre est mis à l'index en 1914 avec Matière et mémoire et L'Évolution créatrice.

## L'œuvre
L'ouvrage fait 180 pages dans son édition originale et constitue la première œuvre et la thèse de doctorat de Bergson qui est soutenue en 1888, avec, au jury, Paul Janet, Émile Boutroux et Charles Waddington. Il est dédié au philosophe Jules Lachelier et publié un an plus tard.
Durant ces deux années, Bergson, après avoir quitté Clermont-Ferrand, est professeur associé au lycée Louis-le-Grand et à Henri-IV.

## Table des matières
- Avant-propos
- I - De l'intensité des états psychologiques
- II - De la multiplicité des états de conscience, l'idée de durée
- III - De l'organisation des états de conscience, la liberté
- Conclusion

## Avant-propos et chapitre I: «De l'intensité des états psychologiques»

### L'exemple de l'œuvre d'art
Avant de discuter des auteurs qui selon lui confondent durée et espace avec de néfastes conséquences sur la façon de concevoir la vie intérieure, il s'intéresse à la grâce et à l'art, notamment à la danse :
« Si la grâce préfère les courbes aux lignes brisées, c'est que la ligne courbe change de direction à tout moment, mais que chaque direction nouvelle était indiquée dans celle qui la précédait. La perception d'une facilité à se mouvoir vient donc se fondre ici dans le plaisir d'arrêter en quelque sorte la marche du temps, et de tenir l'avenir dans le présent. Un troisième élément intervient quand les mouvements gracieux obéissent à un rythme, et que la musique les accompagne. C'est que le rythme et la mesure, en nous permettant de prévoir encore mieux les mouvements de l'artiste, nous font croire cette fois que nous en sommes les maîtres. » Arnaud Bouaniche explique pourquoi la grâce dont il vient d'être question à propos de musique et de danse, ou, plus généralement l'art annonce ce que Bergson va appeler durée. La grâce ou l'art, dit-il plus loin « accapare notre âme entière. » Cet envahissement de l'âme par l'émotion, écrit Arnaud Bouhaniche, « au contact de l'œuvre d'art est important : il repose sur le critère à travers lequel l'expérience de la durée se manifestera dans tout l' Essai, celui d'un changement total de notre être (…) On saisit donc, dès maintenant, qu'il y a un lien privilégié entre l'art et la durée, et ce sera le cas pour toute l'œuvre de Bergson… »

### Réfutation des théories positivistes sur les sensations

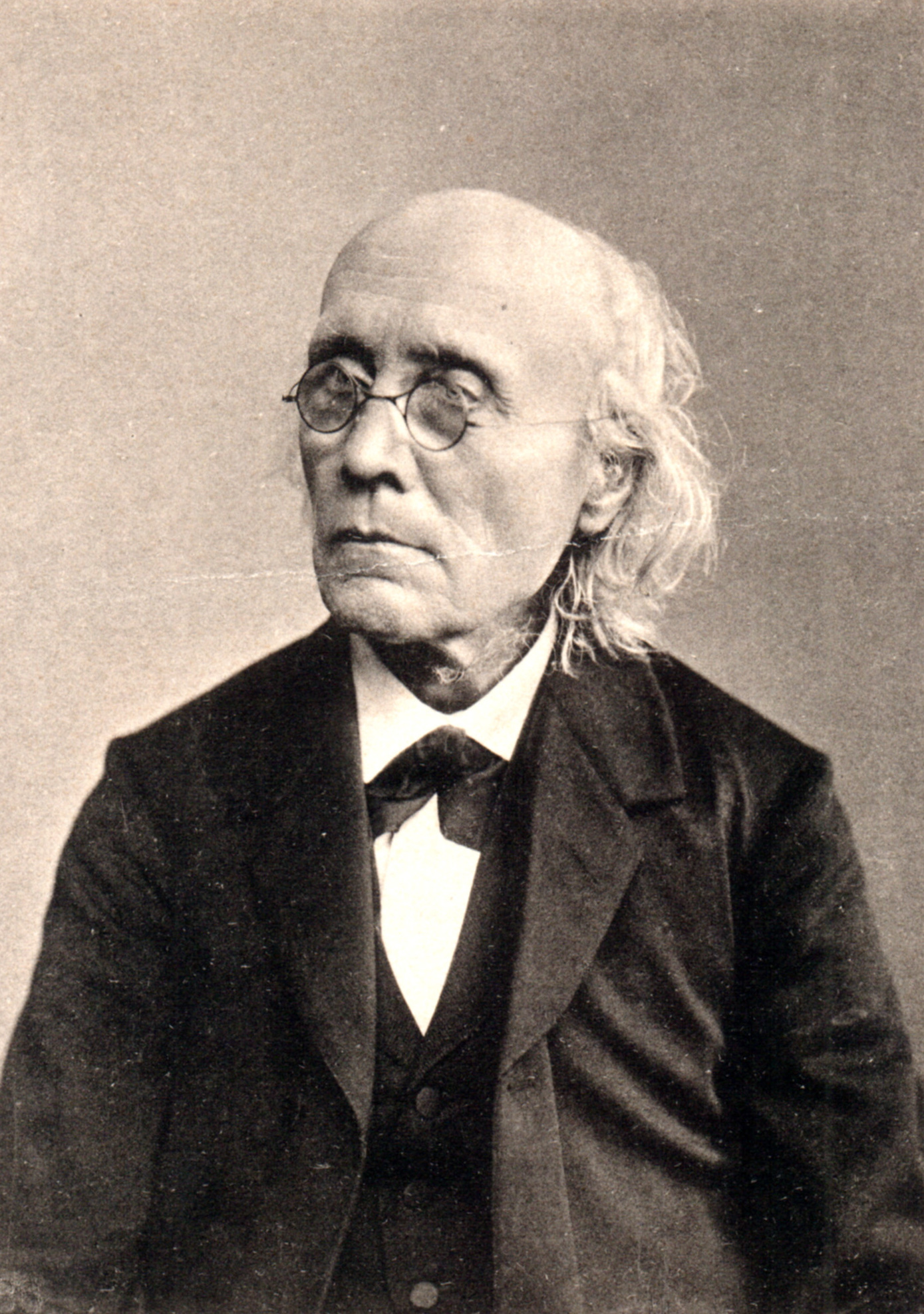
Gustav Fechner, 1801-1876

Bergson cite ici divers théoriciens comme Alexander Bain dont la théorie d'une activité emmagasinée dans les muscles alimente la croyance d'un état psychique susceptible de s'accroître dans l'étendue. Ou encore Wilhelm Wundt pour qui un paralytique perçoit très nettement l'effort qu'il déploie en activant (dans le cerveau), un membre qu'il n'a plus serait la preuve qu'il existerait une force psychique indépendante de l'expression corporelle, théorie qui va « dans le sens de la croyance du sens commun en une continuité de l'intensif à l'extensif, du psychique à l'étendu. » Aux p. 44-52 de l' Essai, Bergson entreprend une analyse de la loi d'Ernst Heinrich Weber. Cette loi établit qu'il existe un rapport constant entre la quantité d'excitation nécessaire pour faire varier une sensation et celle nécessaire pour la déclencher. Ce que Bergson conteste, ce n'est pas cette loi mais la transformation que Gustav Theodor Fechner propose de cette loi, transformation connue sous le nom de Loi de Weber-Fechner qui établit « une équation qui rapporte la quantité de la sensation à l'excitation correspondante. Ce passage est illégitime selon Bergson, car il implique de traiter les sensations comme des quantités. » Qu'il s'agisse du psychophysicien Fechner ou encore du philosophe belge Joseph Delbœuf, ces deux auteurs commettent la même erreur : « toute psychophysique est condamnée par son origine même à tourner dans un cercle vicieux, car le postulat théorique sur lequel elle repose la condamne à une vérification expérimentale et elle ne peut être vérifiée expérimentalement que si l'on admet d'abord son postulat », ce postulat étant l'assimilation de la quantité à la qualité ou l'assimilation de la qualité à la quantité, bref l'expression des sensations de la vie intérieure en termes qui renvoient à d'autres réalités, à savoir les objets perçus dans l'espace et extérieurs les uns aux autres.

## Chapitre II: «De la multiplicité des états de conscience. L'idée de durée»

### Définition de la durée
Qu'est-ce donc que la durée? « La durée toute pure est la forme que prend la succession de nos états de conscience quand notre moi se laisse vivre, quand il s'abstient d'établir une séparation entre l'état présent et les états antérieurs. Il n'a pas besoin, pour cela, de s'absorber tout entier dans la sensation ou l'idée qui passe, car alors, au contraire, il cesserait de durer. Il n'a pas besoin non plus d'oublier les états antérieurs : il suffit qu'en se rappelant ces états il ne les juxtapose pas à l'état actuel comme un point à un autre point, mais les organise avec lui, comme il arrive quand nous nous rappelons, fondues pour ainsi dire ensemble, les notes d'une mélodie. »
Bergson ayant « admis que l'espace homogène est une forme de notre sensibilité », il estime que Kant a manqué l'expérience de la durée à cause du parallèle indu qu'il établissait entre le temps et l'espace, confondant « la vraie durée et son symbole, ? »

## Chapitre III: «De l'organisation des états de conscience. La Liberté.»
L'objet de ce chapitre est d'appliquer au problème de la liberté, la méthode que Bergson a suivie quand il analyse les notions de temps, d'intensité des états de conscience de même que d'expliciter plus avant la notion de durée qui a fait surgir la notion de sujet ou de « moi » et, pour revenir à la question de la liberté, de voir en quoi l'on peut dire que ce sujet est à l'origine d'actes que l'on peut dire libres. Bergson entend renvoyer dos à dos le « dynamisme » qui « part de l'idée d'activité volontaire, fournie par la conscience, et arrive peu à peu à la représentation de l'inertie en vidant peu à peu cette idée :il conçoit donc sans peine une force libre d'un côté, et de l'autre une matière gouvernée par des lois ».Quant au mécanisme, il suit la marche inverse en supposant les « matériaux dont il se sert »comme étant « régis par des lois nécessaires…» Or selon Bergson, admettant le déterminisme de la matière, le dynamisme n'est pas moins déterministe que le déterminisme proprement dit et c'est ce qu'il veut démontrer.

### La critique du déterminisme et l'acte libre

#### Le déterminisme psychologique
Ici la critique est plus brève. Il s'agit simplement de montrer comme cela a été fait dans le chapitre I et le chapitre II que la thèse d'une détermination des états de conscience les uns par les autres, repose sur une représentation spatialisée de la conscience comme un assemblage d'états distincts alors qu'ils se fondent les uns dans les autres, ce qui est la définition même de la durée. Spatialisée ou encore symbolique. Pour Bergson, « L'image est une représentation adéquate de la réalité; le symbole opère une mise en correspondance de deux éléments de nature hétérogène. Le trait sur la carte est une « image » de l'avancée de l'armée, car celle-ci a bien parcouru l'espace; les embranchements d'un arbre de décision, sont en revanche un « symbole », car quand je choisis, je ne passe pas par un chemin et des bifurcations, mais par des états temporels. »

## Éditions
- Essai sur les données immédiates de la conscience, thèse pour le doctorat présentée à la Faculté des lettres de Paris, par Henri Bergson, Paris, Félix Alcan, coll. «Bibliothèque de philosophie contemporaine», 1889.
- Essai sur les données immédiates de la conscience, 2e éd., Paris Paris, Félix Alcan, coll. «Bibliothèque de philosophie contemporaine», 1898.
  - 13e éd. Avec 4 feuilles extraites des nos des 9, 16, 23 et 30 août de L'Action française, contenant la suite d'articles de Pierre Lasserre intitulée : « La Philosophie de M. Bergson ».
- Repris dans Henri Bergson, Œuvres complètes, vol. 1, Genève, Skira, 1945-1946.
- 80e éd. en 1958, collection « Bibliothèque de philosophie contemporaine » reprise par les Presses universitaires de France, puis dans la collection « Quadrige ».
- Repris dans Henri Bergson, Œuvres complètes, textes annotés par André Robinet ; introduction par Henri Gouhier, Paris, Presses universitaires de France, 1959 ; 1963 ; 1970 ; 1984 [éd. du centenaire] ; 2001 [6e éd.]  (ISBN 2-13-043787-7)
- Édition critique dirigée par Frédéric Worms ; volume édité par Arnaud Bouaniche, Paris, Presses universitaires de France, « Quadrige. Grands textes », 2007. La couverture porte en plus : « Le choc Bergson : la première édition critique… ».  (ISBN 978-2-13-056273-3)